# 水野駅
水野駅（みずのえき）は、愛知県瀬戸市效範町二丁目にある、名古屋鉄道（名鉄）瀬戸線の駅である。駅番号はST17。

## 歴史
- 1905年（明治38年）4月2日 - 今村駅として開業[2]。
- 1939年（昭和14年）9月 - 水野駅に改称[2][3]。
- 1985年（昭和60年）12月27日 - 駅舎改築[4]。
- 2005年（平成17年）1月29日 - 急行停車駅に昇格[5]。
- 2006年（平成18年）
  - 8月29日 - 無人化[6]。駅集中管理システム導入。
  - 12月16日 - トランパス導入。
- 2011年（平成23年）2月11日 - ICカード乗車券「manaca」供用開始。
- 2012年（平成24年）2月29日 - トランパス供用終了。
- 2016年（平成28年） - 北口改札口設置及び駅前ロータリー整備開始。
- 2020年（令和2年）4月1日 - 北口駅舎供用開始[7]。

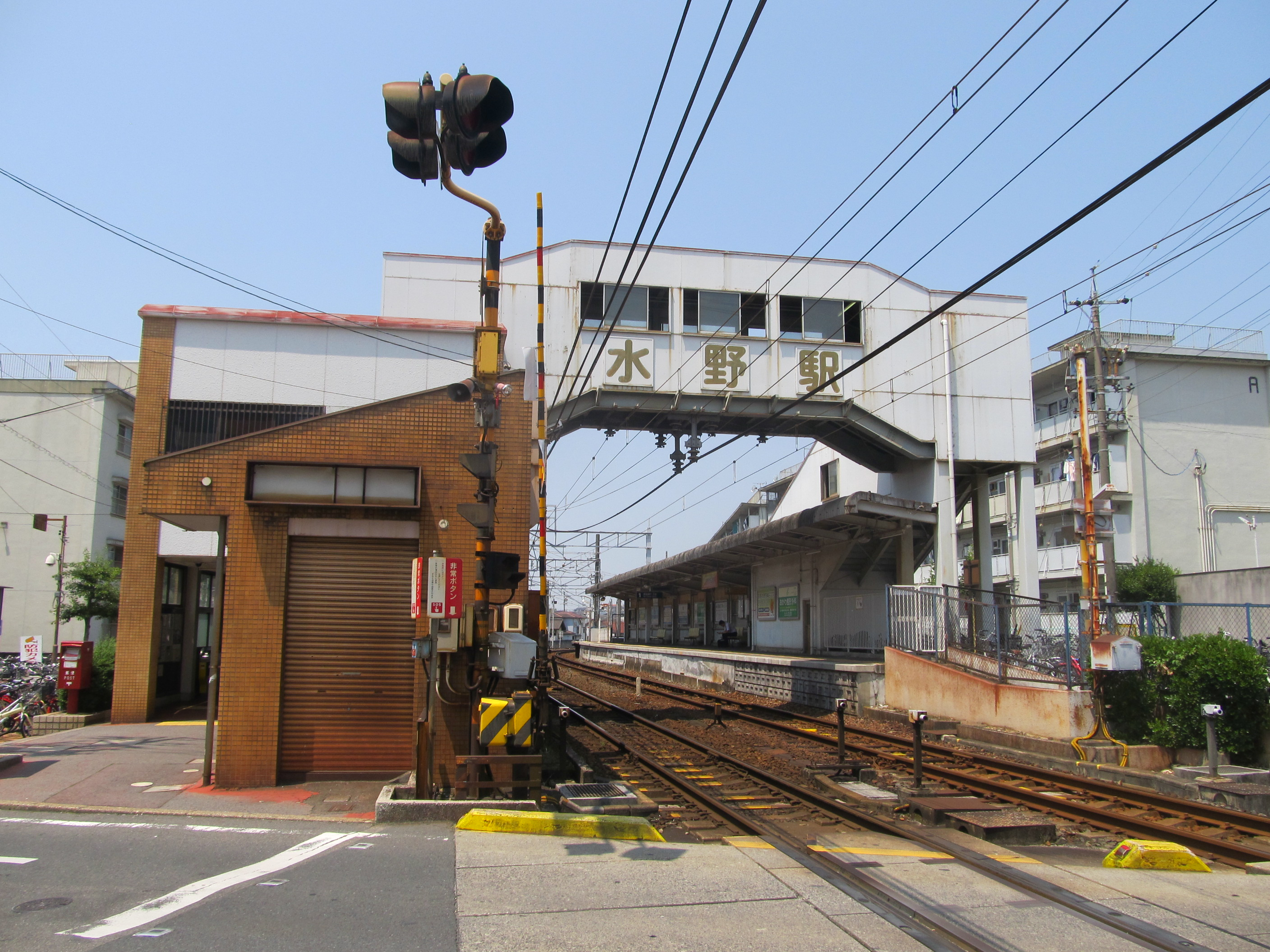
改良工事前の水野駅（2018年）

## 駅構造
相対式2面2線ホームの地上駅。カーブ上にあるため、乗り降りの際には、足元に注意が必要。（その旨を知らせる機械が設置されている）
一部時間帯無人駅だったが、現在は駅集中管理システムが導入されたため終日無人駅となっている。
2つのホームは跨線橋で繋がっている。従来は2番線側の南改札口しかなかったが、後に1番線側に北改札口が増設されている。
| 番線 | 路線      | 方向 | 行先         |
| ---- | --------- | ---- | ------------ |
| 1    | ST 瀬戸線 | 下り | 尾張瀬戸ゆき |
| 2    | ST 瀬戸線 | 上り | 栄町ゆき     |

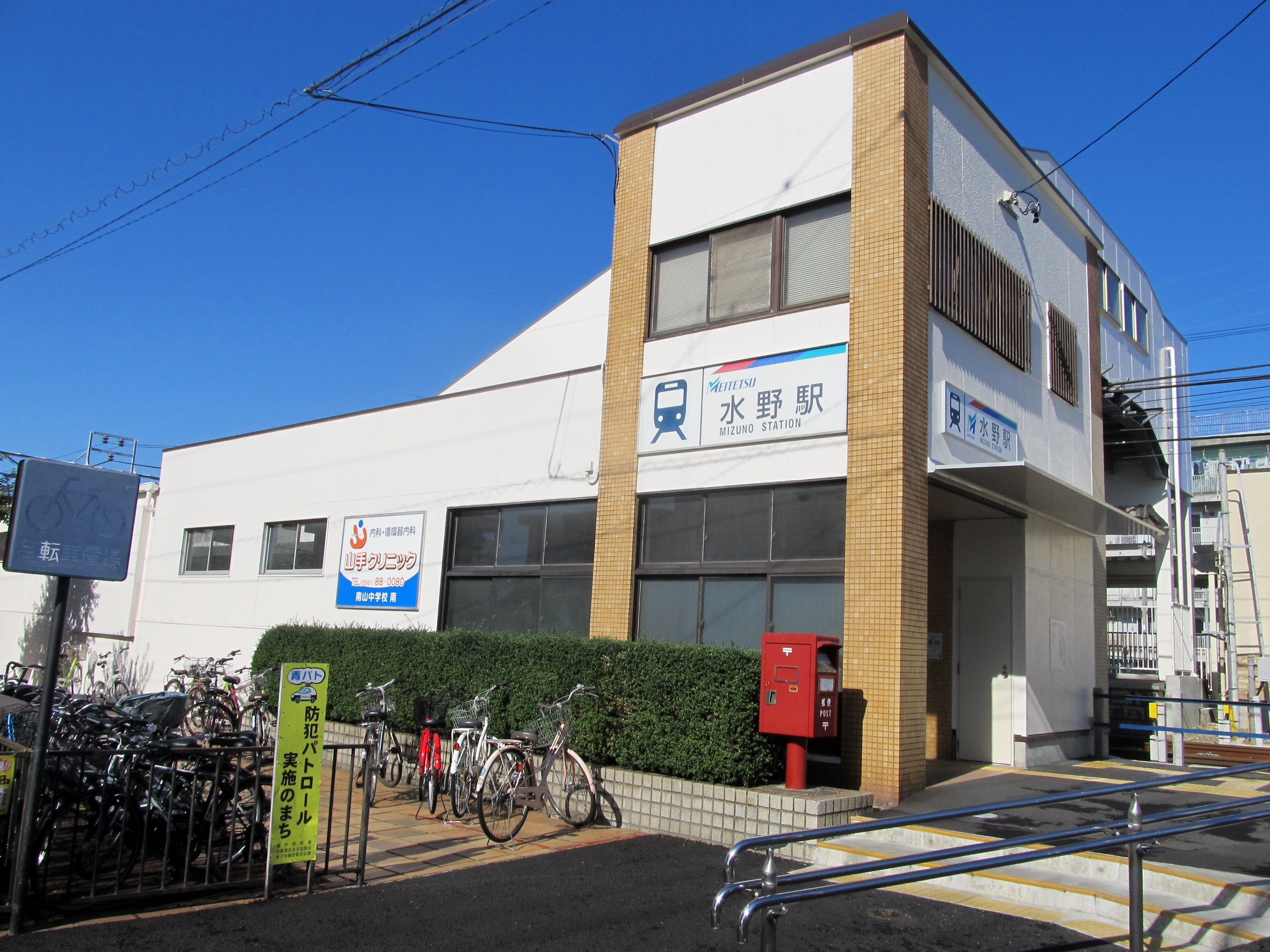
南口
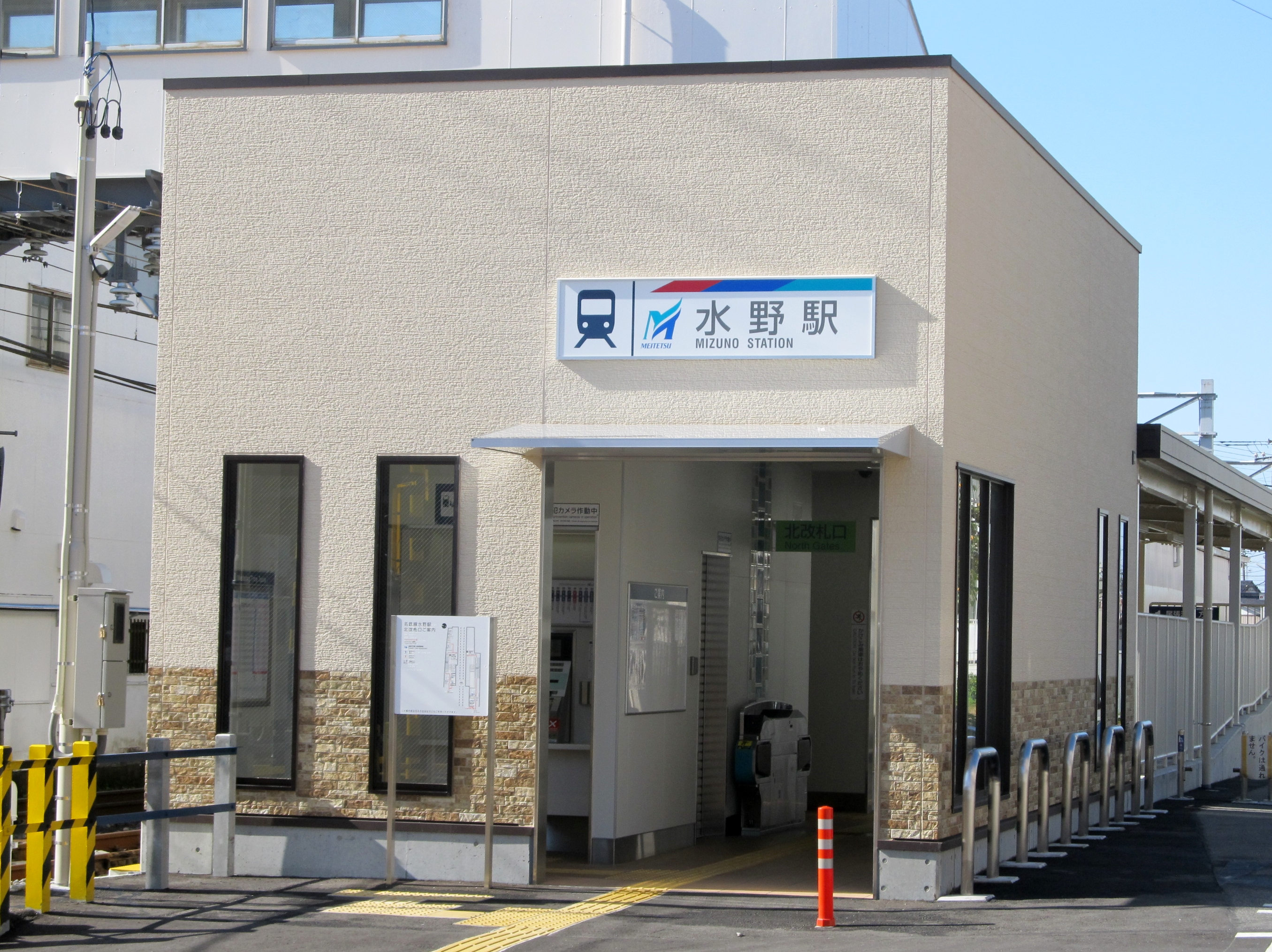
北口
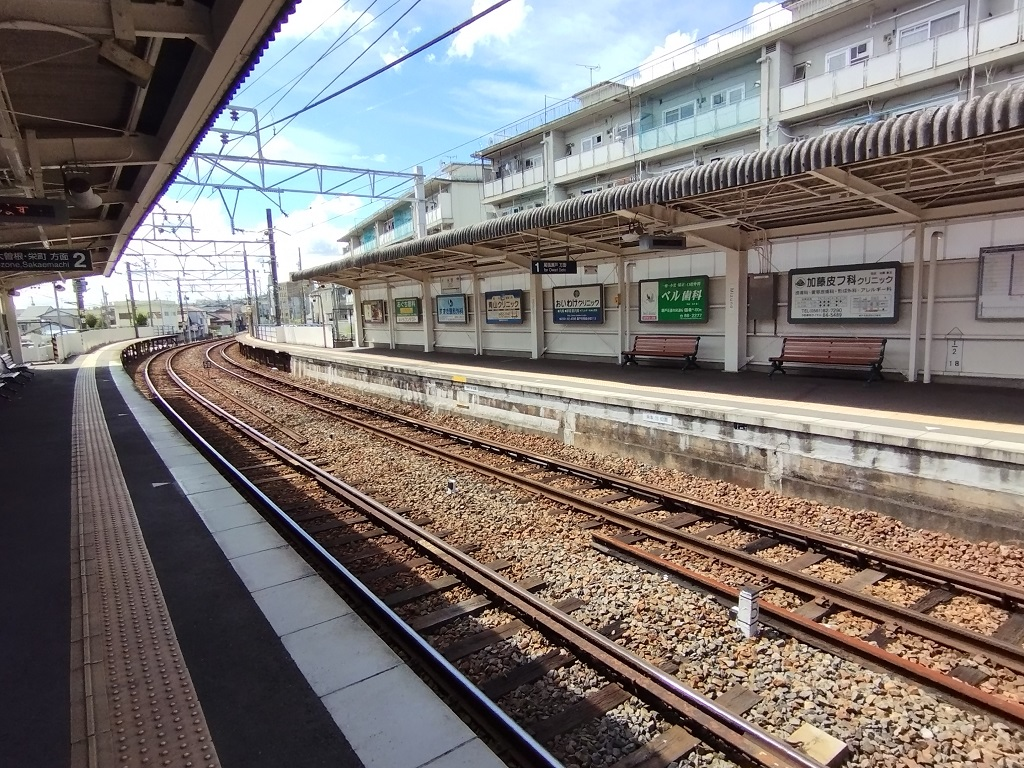
ホーム
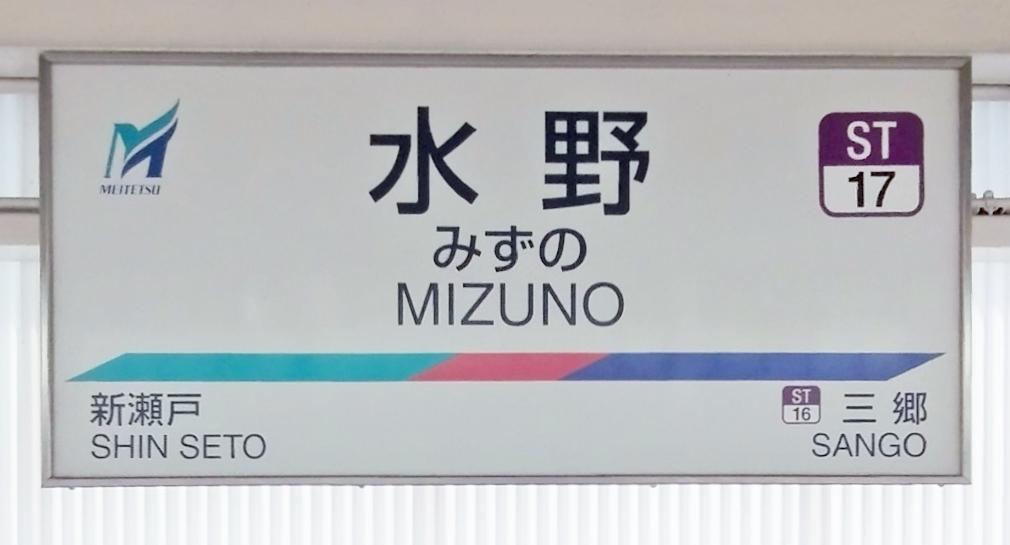
駅名標

### 配線図
| ← 尾張瀬戸方面 | 水野駅 構内配線略図 | → 大曽根・ 栄町方面 |
| 凡例 出典:     |                     |                     |

## 駅周辺
周辺は住宅地である。
- 愛知県立瀬戸高等学校
- 瀬戸市立休日急病診療所
- 瀬戸旭医師会館
- 瀬戸市立效範小学校
- 瀬戸市立東山小学校
- 瀬戸少年院
- 效範公民館
- 青山病院
- 緑ヶ丘女学院
- SETOビジネスホテル九番館
- 慶昌院
- 瀬戸共立クリニック
- 瀬戸街道（愛知県道61号名古屋瀬戸線）
- 国道363号

## 利用状況
- 「移動等円滑化取組報告書」によれば、2020年度の1日平均乗降人員は4,212人である[10]。
- 『名鉄120年：近20年のあゆみ』によると2013年度当時の1日平均乗降人員は4,645人であり、この値は名鉄全駅（275駅）中89位、瀬戸線（20駅）中12位であった[11]。
- 『名古屋鉄道百年史』によると1992年度当時の1日平均乗降人員は5,151人であり、この値は岐阜市内線均一運賃区間内各駅（岐阜市内線・田神線・美濃町線徹明町駅 - 琴塚駅間）を除く名鉄全駅（342駅）中90位、瀬戸線（19駅）中11位であった[12]。
- 瀬戸市統計書によると、1日平均の乗車人員は、2007年度2,032人、2008年度2,103人、2011年度2,232人である。

## 隣の駅
名古屋鉄道
ST 瀬戸線
■急行・■準急・■普通
三郷駅（ST16） - 水野駅（ST17） - 新瀬戸駅（ST18）

## その他
毎年9月に行われる「せともの祭り」開催日には、急行の臨時停車が実施されていた。2005年（平成17年）1月から正式に急行停車駅となったためこの措置は行われなくなった。
当駅北側には水野団地があるが、駅名の由来になった瀬戸市水野地区は更に北に進んだ愛知環状鉄道・愛知環状鉄道線の中水野駅周辺である。中水野駅開業前は距離があったものの、当駅が水野地区への最寄り駅であった。